# Несторій
Несторій (грец. Νεστόριος; після 381 — близько 451, Ахмім, Єгипет) — засновник несторіанства; архієпископ Константинопольський в 428—431.
Несторій мав славу в Антіохії як великий проповідник, відтак імператор Східної Римської імперії Феодосій II у 428 році призначив його архієпископом Константинополя. Учив, що божество і людина в Ісусі Христі є два різних єства, що існують окремо й незалежно одне від одного. Його вчення засуджено на Ефеському соборі 431 року.